# Kerem Kamal
Kerem Kazım Kamal, född 10 augusti 1999, är en turkisk brottare som tävlar i grekisk-romersk stil.

## Karriär
Vid EM 2025 i Bratislava tog Kamal guld i 63 kg-klassen efter att ha besegrat armeniske Karen Aslanjan i finalen.